# 深圳交响乐团
深圳交响乐团（英語：Shenzhen Symphony Orchestra）是深圳市的职业交响乐团。创办于1982年，在深圳市人民政府的支持下，经过20多年奋斗，已成为中国优秀的职业交响乐团之一，在国际、国内乐坛取得了应有的艺术地位。现任团长为聶冰。